# SOL22
Xperia UL SOL22（エクスペリア ユーエル エスオーエル ニーニー）は、ソニーモバイルコミュニケーションズによって日本国内向けに開発された、auブランドを展開するKDDIおよび沖縄セルラー電話のCDMA 1X WIN、および第3.9世代移動通信システム（au 4G LTE）対応スマートフォンである。

## 概要
SOL21の後継機種で、SO-02Eの兄弟機種。Xperia Z・Xperia ZLをベースに開発された。ちなみに、製品名のULは英語で究極を意味するUltimateの頭2文字から取られている。
Xperia Zは主にガラスを使用したボディを使用しているが、本機種ではXperia ZLと同じ樹脂を使用したボディを使用している。バッテリーの取り外しが可能であることや、ワンセグアンテナが内蔵されていることなどがXperia Z・ZLと異なる。また、裏蓋が外せることから、好みの色の裏蓋に付け替えることも可能である。
キャッチコピーは「またひとつ究極が、近づく。」。
電池パック「SOL22UAA」は、海外市場向けの「BA950」にau型番のシールを貼り付けたものであり、SO-04Eと共通であるが、ドコモで購入したものを使用すると保証対象外となる。なお、auのXperiaシリーズ向けの電池パックでは唯一、au型番がつけられている。

## プリインストールアプリ
- 3LM Security
- AOSS
- au Cloud
- au ID 設定
- au Market
- au Wi-Fi接続ツール
- auお客様サポート
- auかんたん設定
- auスマートパス
- auテレビ.Gガイド
- au災害対策
- Facebook
- FMラジオ
- Friends Note
- GLOBAL PASSPORT
- GREEマーケット
- LISMO Player
- NFCタグリーダー
- NFCメニュー
- OfficeSuite
- PlayNow
- Sony Select
- TrackID
- Twitter
- Walkmanアプリ
- Xperia Home
- Xperia Link
- アイコニット
- うたパス
- おサイフケータイ
- おはなしアシスタント
- ファイルコマンダー
- ブックパス
- らくらく無線スタートEX
- リモートサポート
- ワンセグ
- 車内モード

## その他機能
※PC向けWebブラウザが標準装備されている。携帯向けサイト(EZWeb)は他のスマートフォンやPCと同じく閲覧不可。
| 主な機能・対応サービス                                                  | 主な機能・対応サービス                           | 主な機能・対応サービス              | 主な機能・対応サービス        |
| ----------------------------------------------------------------------- | ------------------------------------------------ | ----------------------------------- | ----------------------------- |
| auウィジェット Webブラウザ                                              | LISMO! for Android メディアプレイヤー LISMO WAVE | おサイフケータイ NFC                | ワンセグ DLNA/DTCP-IP         |
| au one メール PCメール Gmail EZwebメール                                | デコレーションメール デコレーションアニメ        | Skype au                            | PCドキュメント                |
| au Smart Sports Run & Walk Karada Manager ゴルフ(web版) Fitness、歩数計 | GPS 方位計                                       | au oneナビウォーク au one助手席ナビ | au one ニュースEX au one GREE |
| かんたんメニュー じぶん銀行                                             | 緊急速報メール                                   | Bluetooth                           | 無線LAN機能 (Wi-Fi)           |
| 赤外線通信 (IrSimple) (IrSS)                                            | WIN HIGH SPEED au 4G LTE                         | グローバルパスポート(GSM)           | auフェムトセル                |
| microSD microSDHC                                                       | モーションセンサー(6軸)                          | 防水 防塵                           | 簡易留守録 着信拒否設定       |

- 安心セキュリティパックはフル対応
- PlayStation Certifiedに対応（Android 4.2へのアップデートでDUALSHOCK 3にも対応）

## 歴史
- 2013年（平成25年）5月14日 - 連邦通信委員会（FCC）を通過[8]。
- 2013年5月20日 - KDDI、およびソニーモバイルコミュニケーションズより公式発表。
- 2013年5月25日 - 全国にて一斉発売。
- 2013年12月3日 - Android 4.2.2へのバージョンアップ開始[9][10]。

## アップデート・不具合など
2013年10月3日のアップデート
- Wi-Fi接続動作の改善。
- 充電機器との接続を解除しても、充電LEDランプが消えない場合がある事象の改善。
- 画面設定メニューのホワイトバランスの設定値が有効にならない場合がある事象の改善。
- その他改善。

2013年12月3日のアップデート(OSアップデート)
- ロック画面からカメラやウィジェットが起動できるようになる。
- Xperia ホーム画面において、ロック画面とステータスバー、ナビゲーションバーが透過される。
- 「ノート」アプリのハイパーリンク対応。
- ウィジェットをスモールアプリとして追加できるようになる。
- カメラにおいて、撮影直後に撮影した写真をプレビュー表示できるようになる。
- 通知バーからFMラジオの終了が可能となる。
- 「ムービー」アプリのトップ画面にVideo Unlimitedのコンテンツが表示されるようになる。
- DUALSHOCK 3（ワイヤレスコントローラー）の利用が可能となる。
- スクリーンセーバーの利用が可能となる。
- 「スクリーンミラーリング」設定メニューの場所の変更[12]。
- トリプルタップ機能（3回画面をタップする事により今まで拡大できなかった画面を拡大できるようになる機能）の追加。
- Wi-Fi安定制御機能（Wi-Fiが安定している場合にのみWi-Fi接続を行う機能）の追加。

2015年8月27日のアップデート
- アラーム解除画面が表示されない場合がある事象の改善。
- Bluetooth接続に失敗する場合がある事象の改善。